# Томский, Михаил Павлович
Михаи́л Па́влович То́мский (настоящая фамилия — Ефре́мов; 19 [31] октября 1880, посад Колпино, Санкт-Петербургская губерния — 22 августа 1936, пос. Болшево, в настоящее время Королёв, Московская область) — российский революционер, советский партийный и профсоюзный деятель.

## Биография
Происходил из мещанской семьи. По национальности русский. Окончил начальное городское училище. С 13 лет работал на различных промышленных предприятиях Петербурга. Осенью 1904 года вступил в социал-демократическое движение, большевик. Участник Революции 1905—1907 годов, в 1905 году — организатор и член Совета рабочих депутатов в Ревелe, арестован в январе 1906 года. После 4-месячного заключения был сослан в Нарымский край, бежал с места ссылки в Томск, от названия этого города впоследствии взял себе псевдоним Томский. В августе 1906 года приехал в Петербург, где снова занялся партийной и профсоюзной работой. В январе 1907 года Томского избрали в Петербургский комитет РСДРП, весной он был избран делегатом 5-го (Лондонского) съезда РСДРП, на съезде по всем вопросам поддерживал позицию В. И. Ленина.
В мае 1909 года участвовал в парижском совещании расширенной редакции большевистской нелегальной газеты «Пролетарий», из Парижа ЦК направил Томского в Москву. Прибыв в Москву в августе того же года, организовал тайную типографию, в которой печаталась газета «Рабочее знамя», однако в декабре был арестован. Следствие велось 2 года, и в ноябре 1911 года Томский был приговорён к 5 годам каторжных работ, которые он отбывал в Бутырской тюрьме. С началом Первой мировой войны лично занимал оборонческую позицию. Весной 1916 года отправлен на поселение в Киренский уезд Иркутской губернии.

### В 1917 году
После Февральской революции 1917 года выехал с места ссылки, в середине апреля прибыл в Петроград. Томский вошёл в новый состав Петроградского комитета РСДРП(б). 10 мая комитет избрал Томского в Исполнительную комиссию ПК. В июле из Петрограда переезжает в Москву, где работает в Комиссии по выборам в районные думы. Осенью переходит работать в Московский союз металлистов в качестве редактора журнала «Металлист». От союза металлистов делегируется в Московский Совет профессиональных союзов. Во время Октябрьского вооруженного восстания в Москве 28 октября Московский ВРК направил Томского в Петроград, и 29 октября Ленин заслушал доклад Томского и обещал оказать помощь революционным силам Москвы. В декабре 1917 года избирается председателем Московского Совета профессиональных союзов.

### Лидер советских профсоюзов
В составе московской делегации участвовал в работе 1-го Всероссийского съезда профсоюзов 7—14 января 1918 года в Петрограде. На съезде председателем исполнительного комитета ВЦСПС был избран Г. Е. Зиновьев, а Томский только кандидатом в исполком ВЦСПС. Однако уже на 4-й Всероссийской конференции профсоюзов (12—17 марта, Москва) Томский вошёл в исполком в качестве ответственного редактора журнала «Профессиональный Вестник», 9 октября исполком ВЦСПС избрал Томского председателем Президиума ВЦСПС.
С марта 1919 года становится членом ЦК РКП(б). Продолжал руководить профсоюзами в 1919 —1920 годах, избираясь на II и III съездах профсоюзов председателем ВЦСПС. В октябре 1920 года возник конфликт по поводу Цектрана, Томский подверг критике Троцкого за полное подчинение этого профсоюза Наркомату путей сообщения. В дальнейшем развернулась «дискуссия о профсоюзах», в которой Томский также был противником Троцкого, являлся участником «платформы десяти», вместе с Лениным и Зиновьевым.
В мае 1921 года на IV съезде профсоюзов Д. Б. Рязанов предложил проект резолюции, проводившей идею о независимости профсоюзов от партии. ЦК РКП(б) поручил Томскому выступить на съезде против этого проекта, но он этого не сделал. В результате была принята резолюция в редакции Рязанова. На пленуме ЦК резко осудили поведение Рязанова и Томского и отстранили их от работы в профсоюзах. Томский был назначен председателем Комиссии ВЦИК и СНК РСФСР по делам Туркестана.

Голосовать надо одно и спешно: разрешить ли Томскому выезд в Москву. Я за. (Иначе и «бараны» и другие его вопросы запутаются. (Пока Иоффе там, Томский съездит и вернётся.) Если Цека будет против, придётся создать мне комиссию «о баранах».
— В. И. Ленин, «Записка В. М. Молотову», 23 сентября 1921
Однако уже в январе 1922 года Томский был возвращён на профработу, вначале в качестве секретаря ВЦСПС, а с V съезда профсоюзов — председателем ВЦСПС: в связи с разногласиями между председателем Турккомиссии ВЦИК М. П. Томским и Г. И. Сафаровым, Политбюро, после ознакомления со всеми материалами, приняло предложение В. И. Ленина об отзыве из Туркестана М. П. Томского и определило новый состав Туркбюро и Турккомиссии. В том же году Томский избирается членом Политбюро.

Например, я мало что могу вспомнить об этом XI съезде партии (1922 года), на котором я присутствовал, но ясно помню выступление Томского, члена Политбюро и руководителя профсоюзов. Он говорил: «Нас упрекают за границей, что у нас режим одной партии. Это неверно. У нас много партий. Но в отличие от заграницы у нас одна партия у власти, а остальные в тюрьме». Зал ответил бурными аплодисментами.
(Вспомнил ли об этом выступлении Томский четырнадцать лет спустя, когда перед ним открылись двери сталинской тюрьмы? Во всяком случае он застрелился, не желая переступить её порог.)
— Борис Бажанов
В 1920—1921 годах и 1924—1925 годах — кандидат в члены Оргбюро ЦК РКП(б). В 1921 году и в 1922—1924 годах — член Оргбюро ЦК РКП(б).
В 1922—1929 годах — председатель ВЦСПС. В 1925 году совместно со Сталиным, Бухариным, Рыковым выступал против «Новой оппозиции» Зиновьева и Каменева. В январе — феврале 1929 года Томский вместе с Бухариным и Рыковым выступил против свёртывания НЭПа и форсирования индустриализации и коллективизации. 9 февраля 1929 года Н. И. Бухарин, А. И. Рыков и М. П. Томский направили совместное заявление Объединённому заседанию Политбюро ЦК ВКП(б) и Президиума ЦКК. На апрельском Пленуме ЦК в 1929 году Сталин объявил эту позицию «правым уклоном». Пленум принял решение снять Томского с поста председателя ВЦСПС. Это решение было исполнено в мае того же года на пленуме ВЦСПС.

### Последние годы

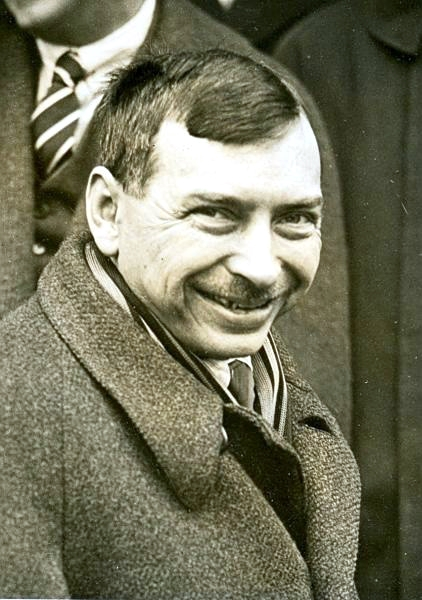
Михаил Томский, 1936 год

В 1930 году Томский был выведен из состава Политбюро, хотя и остался членом ЦК ВКП(б) (с 1934 года — кандидатом). С этого времени активного участия в политической жизни уже не принимал. В 1929 году Томский являлся председателем Всесоюзного объединения химической промышленности, а также заместителем председателя ВСНХ СССР. С 11 апреля 1932 года работал заведующим Объединённым государственным издательством (ОГИЗ).
В августе 1936 года в ходе судебного процесса «Антисоветского объединённого троцкистско-зиновьевского центра» Г. Зиновьев и Л. Каменев неожиданно стали давать показания о причастности Томского, Рыкова, Бухарина к контрреволюционной деятельности. 22 августа 1936 года А. Вышинский заявил, что Прокуратура начала расследование в отношении этих лиц. Прочитав сообщение об этом, опубликованное в газете «Правда», Томский застрелился у себя на даче в подмосковном посёлке Болшево.
Газета «Правда» от 23 августа 1936 года сообщала: «ЦК ВКП(б) извещает, что кандидат в члены ЦК ВКП(б) М. П. Томский, запутавшийся в своих связях с контрреволюционными и троцкистско-зиновьевскими террористами, 22 августа на своей даче в Болшево покончил жизнь самоубийством».
В своём предсмертном письме Сталину Томский писал: 

Я обращаюсь к тебе не только как к руководителю партии, но и как к старому боевому товарищу, и вот моя последняя просьба — не верь наглой клевете Зиновьева, никогда ни в какие блоки я с ними не входил, никаких заговоров против партии я не делал.— 
Создатель ДСО «Правда».

## Личность
Троцкий описывал Михаила Томского следующим образом:

Томский (его действительная фамилия была Ефремов) был, несомненно, самым выдающимся рабочим, которого выдвинула большевистская партия, а пожалуй, и русская революция в целом. Маленького роста, худощавый, с морщинистым лицом, он казался хилым и тщедушным. На самом деле годы каторжных работ и всяких других испытаний обнаружили в нём огромную силу физического и нравственного сопротивления. В течение ряда лет он стоял во главе советских профессиональных союзов, знал массу и умел говорить с ней на её языке.
— 

## Семья
Вся семья М. Томского была репрессирована в конце 1930-х, невзирая на просьбу Томского в предсмертном письме не трогать его семью.
Жена — Мария Ивановна (в браке — Ефремова; 1883-1956), после смерти мужа написала Сталину письмо: «Я прошу и надеюсь, что светлая память Михаила будет очищена от грязи клеветы». Сталин оставил на письме резолюцию: «В общем, по-моему, чепуха». Жена была приговорена к 10 годам лагерей, умерла в 1956 году в Сибири, в Канске Красноярского края, который был местом её ссылки.
Старшие сыновья — Михаил Михайлович (1904-1938) и Виктор Михайлович (1909-1938) — арестованы и расстреляны. Младший сын, Юрий Михайлович Томский (1921—1997), получил 10 лет тюрьмы и 9 лет ссылки. После реабилитации (1956 год) работал в системе Министерства энергетики и электрификации СССР.

## Память
- В 1926—1934 годах Стадион Юных пионеров назывался Стадион имени Томского Союза пищевиков.